# Poienița, Sibiu

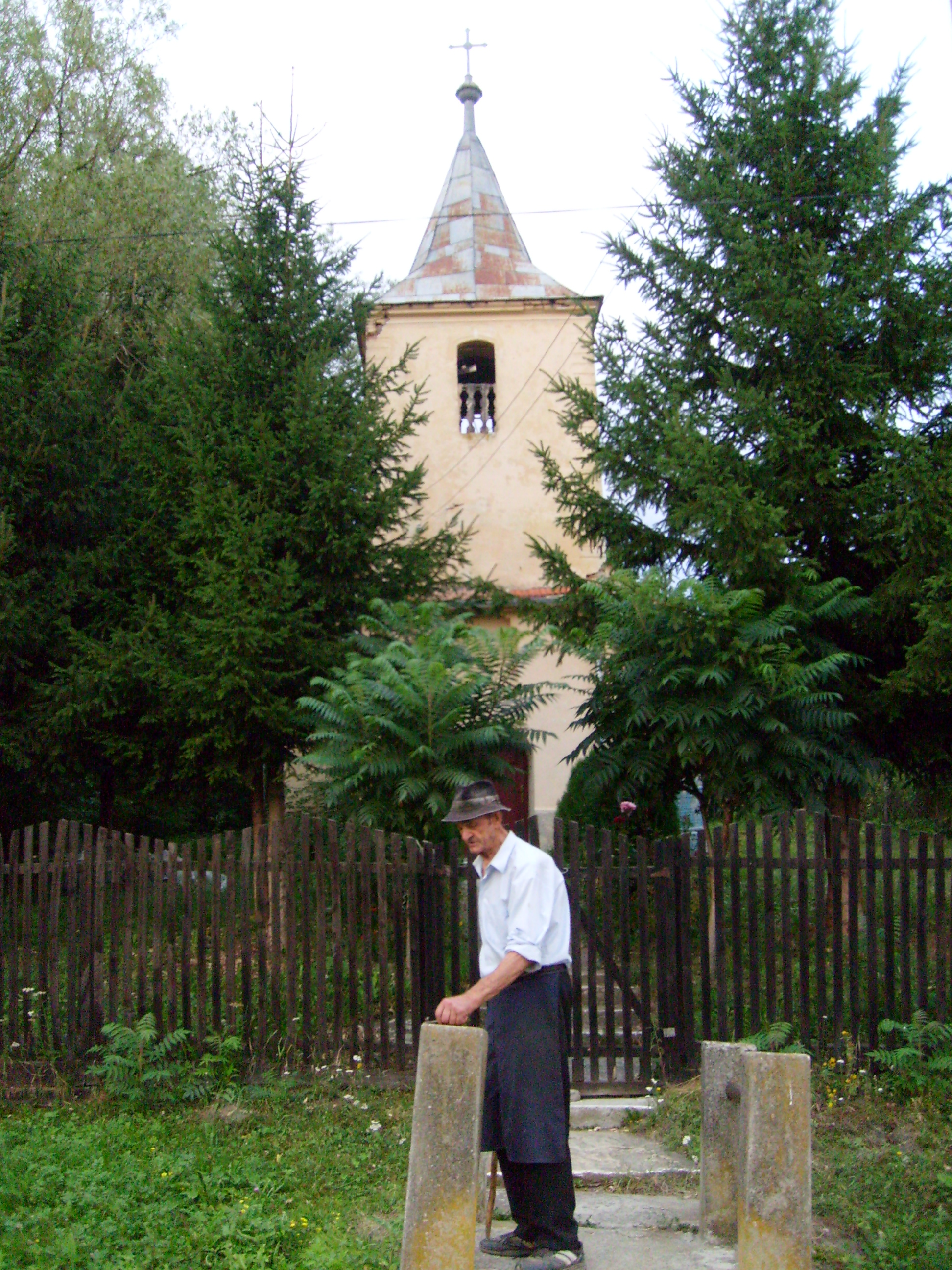
Biserica greco-catolică

Poienița, mai demult Găinari, Poenița, (în dialectul săsesc Hienendref, în germană Konradsdorf, Hühnerdorf, în trad. „Satul Găinilor”, alternativ Hühnerbach, în trad. „Pârâul Găinilor”, în maghiară Gainár, Korláttelke) este un sat în comuna Cârța din județul Sibiu, Transilvania, România.

## Istoric
- În anul 1733, la conscripțiunea[1] organizată de episcopul Inocențiu Micu-Klein[2], în localitatea Geinar a fost recenzat un preot, Iuon, greco-catolic.[3] În localitate exista o biserică și o casă parohială.[3] În localitatea românească[4] Geinar trăiau 26 de familii, adică circa 130 de persoane.[3]

## Demografie
La recensământul din 1930 au fost înregistrați 224 locuitori, dintre care 180 români, 8 maghiari și 36 țigani. Sub aspect confesional au fost înregistrați 128 ortodocși, 88 greco-catolici și 8 romano-catolici.

## Galerie de imagini

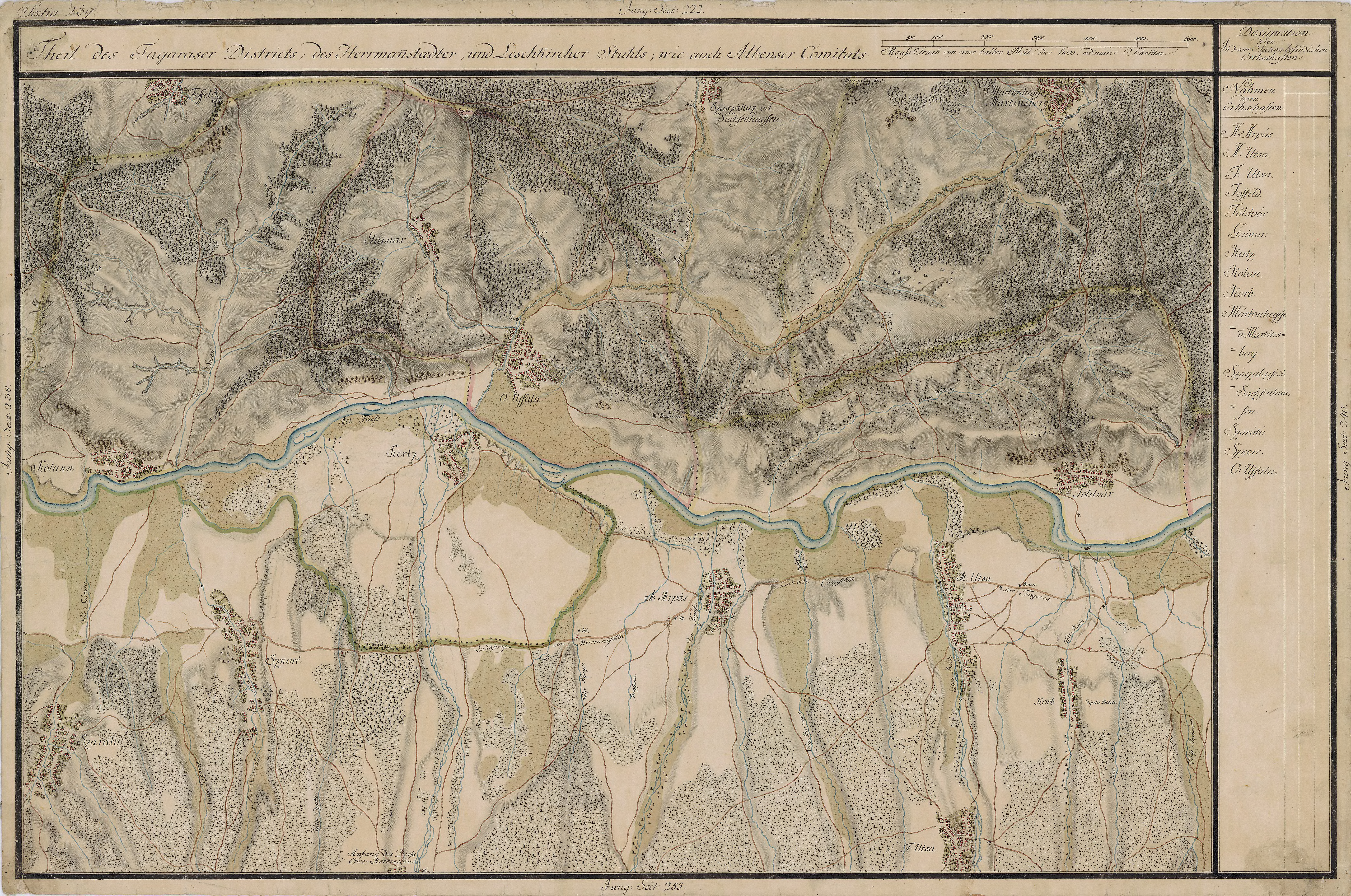
Gáinár pe Harta Iosefină a Transilvaniei, 1769-1773